# Lasiopogon montanus
Lasiopogon montanus är en tvåvingeart som beskrevs av Ignaz Rudolph Schiner 1862. Lasiopogon montanus ingår i släktet Lasiopogon och familjen rovflugor. Inga underarter finns listade i Catalogue of Life.